# EC Comics
Entertaining Comics, более известное как EC Comics — американское издательство комиксов, специализировавшееся на фантастике, детективах, сатире, военных комиксах, мрачном фэнтези и научной фантастике с 1940-х по середину 1950-х годов. Больше всего известна серией «Байки из склепа».
Первоначально, EC принадлежала Максвеллу Гейнсу и специализировалась на образовательных комиксах и историях ориентированных на детскую аудиторию. После смерти Гейнса в результате несчастного случая на лодке в 1947 году, его сын Уильям Гейнс возглавил компанию и начал издавать более взрослые истории, углубившись в такие жанры, как ужасы, война, фэнтези, научная фантастика, приключения и другие. Известные своим высоким качеством и шокирующими концовками, эти истории также были уникальными в своих социально сознательных, прогрессивных тематиках (включая расовое равенство, антивоенная пропаганда, ядерное разоружение и защита окружающей среды), которые предвосхитили Движение за гражданские права и зарождение контркультуры 1960-х. В 1954-55 из-за давления цензуры, издательство было вынуждено сосредоточиться на юмористическом журнале Mad, что привело компанию к значительному и длительному успеху. Впоследствии, к 1956 году компания свернула выпуск всех линеек комиксов за исключением Mad.

## Educational Comics
Компания, изначально известная как Educational Comics, была основана Максвеллом Гейнсом, бывшим редактором комиксов издательства All-American Publications. Когда эта компания объединилась с DC Comics в 1944 году, Гейнс сохранил права на комикс «Рисованные истории из Библии» и открыл свою новую компанию, планируя выпускать комиксы о науке, истории и Библии для школ и церквей. За десять лет до этого Гейнс был одним из первопроходцев самого формата комикса, издавая прото-комиксы «Funnies on Parade» в Eastern Color Printing, и «Famous Funnies: A Carnival of Comics» в Dell Publishing, которые историки считают первыми полноценными американскими комиксами.

## Entertaining Comics
Когда Макс Гейнс погиб в 1947 году в результате аварии на лодке, его сын Уильям унаследовал компанию отца. Проведя четыре года (1942-46) в Корпусе армейской авиации Гейнс вернулся домой, чтобы закончить обучение в Нью-йоркском университете, планируя в дальнейшем работать учителем химии. Но преподавать он так и не стал, и вместо этого занялся семейным бизнесом. В 1949 и 1950 годах Билл Гейнс запустил новую линейку изданий на тему ужаса, саспенса, научной фантастики, военной тематики и детективов. Его редактора, Эл Фелдстайн и Харви Курцман, которые также рисовали обложки и истории, давали задания таким выдающимся и очень опытным художникам-фрилансерам, таким как Джонни Крейг, Рид Крендалл, Джек Дэвис, Уилл Элдер, Джордж Эванс, Фрэнк Фразетта, Грэм Инглс, Джек Камен, Бернард Кригстайн, Джо Орландо, Джон Северин, Эл Уильямсон, Бэзил Вулвертон и Уолли Вуд. При участии Гейнса, эти истории писались Курцманом, Фелдстайном и Крейгом. Впоследствии, к работе над историями были привлечены такие писатели, как Карл Весслер, Джек Олек и Отто Биндер.
EC Comics добилась успеха благодаря своему свежему подходу и налаживании отношений со своими читателями благодаря письмам в редакцию и фан-клубу National EC Fan-Addict Club. Издательство продвигало и раскручивало своих иллюстраторов, позволяя каждому из них подписывать свои работы и поощряя их развивать собственную стилистику. В дополнение к этому издательство часто публиковала в своих комиксах одностраничные биографии своих иллюстраторов. Это противоречило обычной практике сложившей в индустрии, в которой выходные данные как правило отсутствовали, хотя некоторые другие художники в других издательствах, такие как дуэт Джека Кирби и Джо Саймона, Джек Коул и Боб Кейн также активно раскручивались.
EC издавала отдельные линейки своих изданий под брендом Entertaining Comics. Самыми известными были хоррор-комиксы, «Tales from the Crypt», «The Vault of Horror», и «The Haunt of Fear». Эти издания, придерживаясь традиций чёрного юмора, рассказывали мрачно-ироничные судьбы, которые случилась с героями историй. Военные комиксы компании, «Frontline Combat» и «Two-Fisted Tales», зачастую содержали в себе негероические истории, которые не совпадали с ура-патриотическим временем. В «Shock SuspenStories» решались важные политические и социальные проблемы, такие как расизм, секс, употребление наркотиков и американский образ жизни. В EC всегда утверждали, что «больше всего гордятся своими научно-фантастическими изданиями», публикуя в Weird Science и Weird Fantasy истории, кардинально отличавшиеся от космических опер, которые можно было встретить в «Planet Comics» издательства Fiction House. Издание «Crime SuspenStories» имело массу параллелей с фильмами нуар. Как отмечал Макс Аллан Коллинс в своей аннотации к переизданию «Crime SuspenStories» 1983, которое было подготовлено Рассом Кокраном, Джонни Крэйг разработал «целую охапку нуарных эффектов» в своих работах, вместе с этим персонажи и темы, которых можно было встретить в детективных историях, зачастую демонстрировали сильное влияние писателей, работавший в эстетике фильмов нуар, в частности Джеймса М. Кэйна. Крейгу удалось создать истории о внутренних интригах и конфликтах.
Превосходные иллюстрации историй с неожиданными концовками стали отличительной чертой EC. Гейнс обычно ложился спать поздно, прочитывая большие объёмы материалов, отыскивая «трамплины» для концепций будущих историй. На следующий день он знакомил со своими находками Фелдстайна, пока тот не находил ту, которую, по его мнению, можно было превратить в историю. На пике EC Фелдстайн редактировал семь изданий, а Курцман — три. Художники работали над историями, которые больше подходили под их стили. Так, например, Дэвид и Инглс зачастую рисовали хорроры и мистические сюжеты, а Камен и Эванс работали над более спокойным материалом.
При сотнях написанных историй появились и общие темы. Некоторые из наиболее известных тем EC включают в себя:
- Типичная ситуация с ироничным и ужасным поворотом, зачастую в качестве поэтичной справедливости за преступления персонажа. В «Коллекция завершена» мужчина занимается таксидермией, чтобы разозлить свою жену. Когда он убивает и делает чучело из её любимого кота, жена в отместку убивает его самого, делая из него чучело. В «Отвращении», пилот космического корабля переживает по поводу насекомых, которых он ранее нашёл в своей еде. В конце истории гигантское инопланетное насекомое кричит в ужасе, обнаружив мёртвого пилота в своём салате. Препарирование, кипячение лобстеров, прыгающие мексиканские бобы, шубы и рыбалка — это всего лишь небольшой пример того, какие ситуации и объекты используются в историях.
- «Мрачная сказка» в которой представлены пугающие интерпретации таких сказок, как «Гензель и Гретель», «Спящая красавица» и «Красная шапочка».
- Сиамские близнецы были популярной темой прежде всего в трёх хоррор-комиксах EC. Не менее девяти историй о сиамских близнецах вышло в хоррора и детективах EC с 1950 по 1954 годы. В одном из интервью Фелдстайн предположил, что он и Гейнс написали так много подобных историй из-за их взаимозаменяемости.
- Адаптации научно-фантастических рассказов Рэя Брэдбери, публиковавшиеся в двух дюжинах комиксах EC начиная с 1952 года. Всё началось неблагоприятно, когда Фелдстайн и Гейнс сплагиатили два рассказа Брэдбери и превратили их в один рассказ. Узнав об этом, Брэдбери прислал им письмо с похвалой, отметив, что он «случайно» до сих пор ещё не получил гонорар за эти рассказы. Издательство выслало чек и договорилось о серии адаптаций рассказов Брэдбери.
- Истории с политическим посылом, которые были обычным явлением в фантастических и саспенс-историях EC. Среди многих тем были линчевание, антисемитизм и коррупция в полиции.

Три хоррор-издания содержали истории, которые рассказывались от лица трио хозяев: Хранитель Склепа представлял «Tales from the Crypt», Хранитель Убежища приветствовал читателей в «The Vault of Horror», а старая ведьма хихикала в «The Haunt of Fear». Помимо ликующего изложения неприятных подробностей этих историй, персонажи ссорились друг с другом, выплёскивая целый арсенал каламбуров и даже оскорбляли и насмехались над читателями: «Привет, чиряки и упыри…» Столь неподчтительное издевательство над аудиторией стало фирменным подходом и журнала Mad. Позднее подобные легкомысленные компромиссы начали предпринимать многие, в том числе и Стэн Ли в Marvel Comics.
Самым длительным наследием EC оказался журнал Mad, который начинался как побочный проект Курцмана, прежде чем обернуться для компании финансовой удачей, и превратиться в один из самых известных и долго живущих юмористических изданий США. Когда в 1954 году сатира в индустрии стала пользоваться бешеной популярностью, другие издательства попытались сымитировать Mad, EC представила ещё одно, близкое по духу, издание «Panic» под редакцией Эла Фелдстайна, и в котором трудились художники, работавшие в Mad, плюс Джо Орландо.

## Неблагоприятная реакция
С конца 1940-х годов индустрия комиксов стала объектом растущей общественной критики за содержание комиксов и их потенциально вредного воздействия на детей. Эта проблема достигла своего апогея в 1948 году, когда доктор Фредерик Вертэм опубликовал две статьи: «Ужас в детском саду» (в Collier’s) и «Психопатология комиксов» (в American Journal of Psychotherapy). В результате этого в 1948 году была создана профильная торговая группа, Ассоциация издателей комиксов (ACMP), но она оказалась неэффективной. EC вышла из этой ассоциации в 1950 году, когда Гейнс поссорился с её исполнительным директором Генри Шульцем. К 1954 году её членами оставались всего три издательства, и Шульц признал, что штампы ACMP, размещённые на комиксах, были бессмысленными.
В 1954 году публикация книги Вертэма «Совращение невинных» и широко разрекламированное слушание в Конгрессе по вопросу преступности среди несовершеннолетних выставили комиксы в особо зловещем свете. Вместе с этим федеральное расследование привело к потрясению среди компаний, занимавшихся дистрибуцией комиксов и бульварных журналов по всей Америке. Продажи упали и несколько компаний обанкротилось.
Гейнс созвал собрание своих коллег-издателей и предложил, чтобы индустрия комиксов сплотилась перед внешней цензурой и помогла восстановить подмоченную репутацию комиксов. Они сформировали Американскую ассоциацию комиксов и Комиссию по соблюдению кодекса комиксов. Кодекс CCA расширял ограничения ACMP. В отличие от своего предшественника, кодекс CCA строго соблюдался, и все комиксы требовалось утверждать до их публикации. Но это оказалось совсем не тем, что задумал Гейнс, и поэтому он отказался вступить в эту организацию. Среди новых правил Кодекса значилось, что ни одно название комикса не должно использовать слова «horror» (англ. ужас), «terror» (англ. кошмар) или «weird» (англ. жуткий). Когда дистрибуторы стали отказываться брать многие из его комиксов, 14 сентября 1954 года Гейнс прекратил выпуск всех трёх своих хоррор-изданий и двух SuspenStory. EC переключила своё внимание на линейку более реалистичных комиксов, включая M.D. и Psychoanalysis (более известные как линейка New Direction). Он также переименовал свой оставшийся научно-фантастический комикс. Так как первые выпуски не имели штампа Кодекса комиксов, оптовики отказывались их брать. Посоветовавшись со своими сотрудниками, Гейнс с неохотой стал подавать свои комиксы на одобрение Кодексом комиксов; все издания в линейке New Direction получили печать, начиная со второго номера. Эта попытка модернизации провалилась коммерчески и после пятого номера все издания New Direction были отменены.

### «Судный день»
Гейнс бился с Комиссией по соблюдению кодекса комиксов, пытаясь защитить свои журналы от цензуры. В одном конкретном примере, который приводит историк комиксов Дигби Дил, Гейнс угрожал судье Чарльзу Мёрфи, администратору Комиссии, судебным иском, когда Мёрфи приказал EC изменить научно-фантастический рассказ «Судный день» в Incredible Science Fiction #33 (февраль 1956 г.) Этот рассказ, написанный Элом Фелдстайном и художником Джо Орландо был перепечатан из Weird Fantasy #18 (апрель 1953 г.), вышедший до введения Кодекса, и вставленный тогда, когда Комиссия отклонила изначальную историю «Око за око», нарисованную Анджело Торресом, но главным было возражение из-за того, что «главный герой был чёрным».
В этой истории главным героем является астронавт, представитель Галактической Республики, посещающий планету Кибриния, населённую роботами. Он обнаруживает, что роботы, будучи идентичными, разделены на оранжевую и голубую расу, одна из которых имеет меньше прав и привилегий, чем другая. Астронавт понимает, что из-за предубеждённости роботов, Галактическая Республика не должна признавать эту планету до тех пор, пока эта проблема не будет решена. В последнем кадре он снимает свой шлем, показывая, что является чернокожим. Мёрфи потребовал, без каких-либо полномочий в Кодексе, чёрный космонавт должен быть удалён.
И хотя перепечатанная история вышла без цензуры, Incredible Science Fiction #33 стал последним комиксом, выпущенным EC. Гейнс переключил своё внимание на издания Picto-Fiction, серию чёрно-белых изданий с хорошо иллюстрированными рассказами. Литературная часть здесь была отформатирована, чтобы иллюстрации чередовались с текстовыми блоками, плюс часть содержимого представляла из себя переписанные истории, ранее опубликованные в комиксах EC. Эта экспериментальная линейка теряла деньги с самого начала и продержалась всего по два номера на издание. Когда национальный дистрибутор EC обанкротился, Гейнс закрыл все свои издания, кроме Mad.

## Mad и последние годы
Продажи Mad были очень хорошими, несмотря на проблемы компании, и Гейнс сосредоточился исключительно на издание журналов. Этот шаг был сделан для того, чтобы успокоить своего редактора Харви Курцмаа, который получил приглашение присоединиться к журналу Pageant, но предпочёл остаться, чтобы руководить собственным изданием. Этот ход также вывел Mad из под действия Кодекса комиксов. Курцман, несмотря на предпринятые усилия, вскоре ушёл из Mad, поскольку Гейнс не согласился отдать ему 51 % контроля за журналом, и Гейнс поставил на место руководителя журнала Эла Фелдстайна. Журнал пользовался большим успехом на протяжении десятилетий.
Гейнс продал свою компанию, и в 1960-х годах, под названием E. C. Publications, Inc. она была поглощена той же самой корпорацией, которая впоследствии приобрела DC Comics и Warner Bros., Kinney National Company.
«Байки из склепа» был лицензирован для фильма «Байки из склепа», который вышел в 1972 году. За ним, в 1973 году последовал другой фильм, «Склеп ужаса». Киноантологии «Калейдоскоп ужасов» (1982) и «Калейдоскоп ужасов 2» снимались с использованием оригинальных сценариев, написанных Стивеном Кингом и Джорджем Ромеро, которых вдохновлялись хоррор-комиксами EC. В «Калейдоскопе ужасов 2» включён анимированный промежуточный материал, в котором рассказывается о молодом главном герое, который делает всё возможное, чтобы приобрести и сохранить номера комикса Creepshow.
В 1989 году телевизионный сериал «Байки из склепа» начали транслировать на кабельном канале HBO. Сериал длился до 1996 года, и включал 93 эпизода и семь сезонов. «Байки из склепа» породили два детских телесериала: «Байки хранителя склепа» и «Секреты дома с привидениями». Также под брендом «Tales from the Crypt» вышло три фильма «Байки из склепа: Демон ночи», «Байки из склепа: кровавый бордель» и «Ритуал». В 1997 году HBO также запустила телесериал «Причуды науки» эпизоды которого были основаны на историях комиксов Weird Science. Сериал выдержал 10 эпизодов.